# لانگا د دوئرو

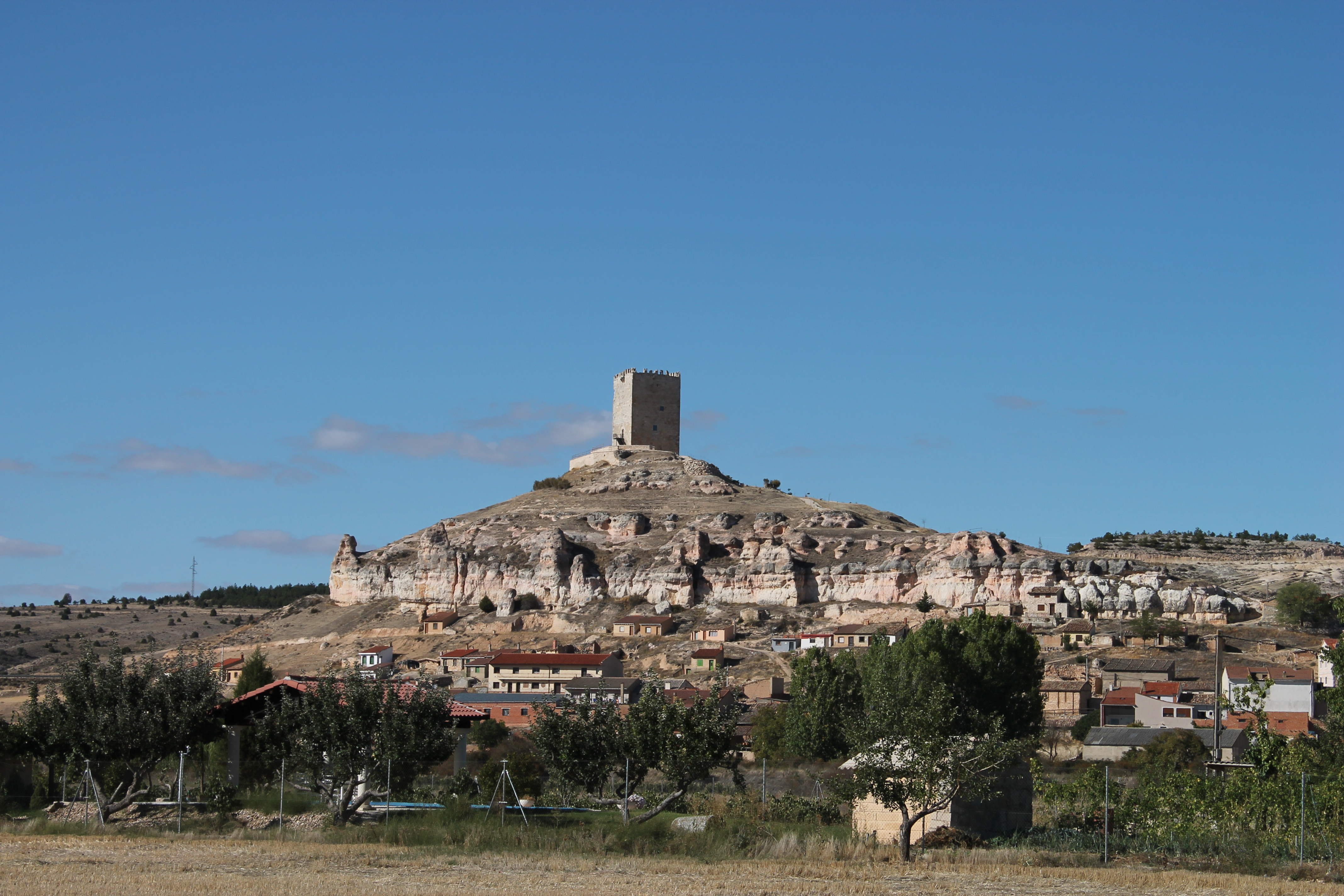
نمایی از روستای لانگا د دوئرو

لانگا د دوئرو (به اسپانیایی: Langa de Duero) یک دهستان در اسپانیا است که در سریا واقع شده‌است.

## خصوصیات
لانگا د دوئرو ۱۸۹ کیلومترمربع مساحت و ۸۶۷ نفر جمعیت دارد.